# 措尔讷丁
措尔讷丁（德語：Zorneding，發音：[ˈtsɔʁnədɪŋ]）是德国巴伐利亚州上巴伐利亚行政区埃伯斯贝格县的市镇，面积23.79平方千米，2023年12月31日人口为9,570人。